# 전우 (조선민주주의인민공화국)
전우(全宇, 생년 미상 ~ 몰년 미상)는 공산주의 항일운동가이자 조선민주주의인민공화국의 군인이다.

## 경력
만주에서 동북항일연군 소속으로 반일 무장투쟁을 하다 1937년 소련으로 가서 모스크바 식민지 반식민지 이익연구학원(옛 동방노력자공산대학) 조선반에 입학했다. 1940년 연안(延安)의 항일군정대학 동북간부훈련반에서 학습했다. 1945년 조선의용대 제5지대 정치처주임, 참모장으로 임명되어 연변(延邊)에 진출했다. 연변에서 조선의용군 제5지대 15연대 정치위원으로 임명되었다. 그후 동북민주연군(東北民主聯軍)에서 길림성 연길군분구 부사령으로서 중국 동북내전에 참전했다. 1950년 중국 정주(鄭州)에서 편성된 조선인 사단의 사단장이 되어 부대를 이끌고 이북으로 귀국했다.

한국 전쟁에 조선인민군 제12사단장으로 참전했다. 전쟁 초기 강원도 홍천군으로의 진격이 늦어지면서, 전선 사령관인 김일성에 의해 해임되었다. 1950년 7월 3일 이후 제12사단 지휘는 최춘국이 맡게 되었다.

## 참고 문헌
- 강만길·성대경 엮음 (1996년 8월 30일). 《한국 사회주의 운동 인명 사전》. 창작과 비평사. ISBN 8936470302.[깨진 링크(과거 내용 찾기)]